# 기독교 철학
기독교 철학(Christian Philosophy)이란 기독교적 논리, 원리, 그리고 방법을 가지는 철학이다.

## 신학과의 관계
기독교철학의 정의는 상당 부분 전통적인 기독교신학의 범위와 겹치는 것으로 받아들여진다. 전통적으로 서양의 신학은 7가지 분과로 나뉘어 생각되어 왔다. 계시론, 신론, 인간론, 기독론, 구원론, 교회론, 종말론로 나뉜다. 18세기경 서양에서 전통적인 신학과 구별되는 성경자체에 대한 연구인 성서학이 발흥한 후에는 전통적으로 다루어왔던 기독 신학의 내용을 조직신학이라고 부르게 되었다.
서양 사상사에서 철학과 신학은 긴밀하게 영향을 주고받아 왔다. 서양 철학의 역사는 소크라테스 이전의 고대 그리스로 거슬러 올라간다. 그리스 철학은 플라톤과 아리스토텔레스, 스토아 학파와 에피쿠로스 학파 등 다양한 학파들의 영향 가운데서 지속되어 왔다. 이러한 그리스 철학과 기독교의 만남이 본격적으로 이루어진 것은 기독교가 지중해 전역에 본격적으로 전파되어 성장하기 시작한 2세기경부터로 본다. 이때부터 기독교의 변증가들 중에는 당대를 주도하던 그리스 철학과 기독교의 관계를 어떻게 정의할 것인가에 대해 관심을 쏟는 사람들이 생겨났다. 대표적으로 유스티노, 클레멘스, 오리게네스 등이 있다. 테르툴리아누스의 경우에는 "아테네와 예루살렘이 무슨 관계가 있는가?", 즉 그리스 철학과 기독교가 무슨 관계가 있는가 하는 입장을 취한 것으로 유명하다. 이러한 초대 기독교의 사상가들을 교부라고 부르는데, 그중에서도 가장 대표적인 인물이 바로 아우구스티누스(354-430)이다. 그는 학문적 사상과 독실한 기독교 신앙을 가지고서, 이 양자를 종합해 보고자 시도했던 인물이었다.
중세에는 스콜라 철학이 발전하게 된다. 스콜라 철학은 아리스토텔레스의 형이상학 체계를 기독교 신학에 도입한 것으로, 12세기경 동로마 제국이 무슬림에 의해 약탈당하면서 아리스토텔레스의 저작들이 서방 교회로 밀려들어오면서 발흥하게 되었다. 아리스토텔레스의 철학을 기독교 신학에 받아들여 완성한 대표적인 인물이 바로 토마스 아퀴나스이다.
종교개혁 이후 계몽주의 시기에도 신학은 철학에 많은 영향을 받았다. 임마누엘 칸트의 《순수이성비판》은 그 이후의 신학에 엄청난 영향을 끼쳤다. 자유주의 신학의 아버지로 평가받는 슐라이에르마허는 낭만주의 철학의 영향을 받았다. 독일의 관념론 철학자 헤겔도 신학에 깊은 영향을 끼쳤다. 심지어 "신은 죽었다"고 선언한 독일의 철학자 니체도 사신 신학(death of god theology)과 포스트모던 신학의 발흥에 영향을 주었으며, 실존주의 철학자 키에르케고르도 칼 바르트를 비롯한 20세기 여러 신학자들에게 영향을 주었다.
서양 철학과 신학이 서로 영향을 끼친 역사가 위와 같다. 그러나 "기독교철학과 신학은 어떤 관계인가" 하는 주제에 답을 하기 위해서는 '기독교철학'이라는 이름으로 실질적으로 수행되고 있는 학문의 내용을 알아야 한다. 사물이나 문제를 접근하는 관점이나 방법론의 차이가 신학과 기독교철학을 구별하는 뚜렷한 특징 중 하나이다.

## 같이 보기
- 손봉호
- 강영안